# عتاب بن أسيد
عَتَّاب بن أَسِيْد الأموي هو صحابيٌ، جعله النبي محمد واليًا على مكة.

## اسمه ونسبه
هو عَتّاب بن أَسِيد بن أبي العيص بن أمية بن عبد شمس بن عبد مناف بن قصي بن كلاب بن مرة بن كعب بن لؤي بن غالب بن فهر بن مالك بن النضر وهو قريش بن كنانة بن خزيمة بن مدركة بن إلياس بن مضر بن نزار بن معد بن عدنان .
قال البخاري: ‌عتاب ‌بن ‌أسيد، القرشي، المكي، له صحبة.
قال ابن أبي حاتم: ‌عتاب ‌بن ‌أسيد القرشي المكي صاحب النبي صلى الله عليه وسلم وعامله على مكة.
قال ابن حبان: ‌عتاب ‌بن ‌أسيد بن أبى العيص كنيته أبو محمد ولاه رسول الله صلى الله عليه وسلم مكة وهو بن ثماني عشرة سنة.
كنيته: أبو محمد وقد قيل أبو عبد الرحمن.
أمه: زينب بنت عمرو بن أمية بن عبد شمس بن عبد مناف بن قصي بن كلاب بن مرة بن كعب بن لؤي بن غالب بن فهر بن مالك بن النضر وهو قريش بن كنانة بن خزيمة بن مدركة بن إلياس بن مضر بن نزار بن معد بن عدنان .

## إسلامه
قال ابن هشام: وحدثني بعض أهل العلم أن رسول الله، دخل الكعبة عام الفتح ومعه بلال، فأمره أن يؤذن، وأبو سفيان بن حرب وعتاب بن أسيد والحارث بن هشام جلوس بفناء الكعبة، فقال عتاب بن أسيد: لقد أكرم الله أسيداً ألا يكون سمع هذا، فيسمع منه ما يغيظه. فقال الحارث بن هشام: أما والله لو أعلم أنه محق لاتبعته، فقال أبو سفيان: لا أقول شيء، لو تكلمت لأخبرت عني هذه الحصى، فخرج عليهم النبي، فقال: قد علمت الذي قلتم، ثم ذكر ذلك لهم؛ فقال الحارث وعتاب: نشهد أنك رسول الله، والله ما اطلع على هذا أحد كان معنا، فنقول أخبرك.

## أثر الرسول في تربيته
روى ابن أبي عقرب، عن عتاب بن أسيد قال: أصبت في عملي الذي استعملني عليه رسول الله بردين معقدين، كسوتهما غلامي كيسان ، فلا يقولن أحدكم: أخذ مني عتاب كذا! فقد رزقني رسول الله كل يوم درهمين، فلا أشبع الله بطناً لا يشبعه كل يوم درهمان.
قال ابن الأثير: إن النبي صلى الله عليه وسلم ترك معاذ بن جبل بمكة يفقه أهلها واستعمل عتاباً بعد عوده من حصن الطائف. وقال له رسول الله صلى الله عليه وسلم: «يا عتاب، تدري على من استعملتك؟ استعملتك على أهل الله عز وجل، ولو أعلم لهم خيرا منك استعملته عليهم»؛ وكان عمره لما استعمله رسول الله صلى الله عليه وسلم نيفا وعشرين سنة، فأقام للناس الحج وهي سنة ثمان، وحج المشركون على ما كانوا. وحج أبو بكر رضي الله عنه سنة تسع، فقيل: كان أبو بكر أول أمير في الإسلام. وقيل بل كان عتاب، والله أعلم.

## تلاميذه
روى عنه: سعيد بن المسيب، وعبد الله بن عبيدة، وعمرو بن عبد الله ابن أبي عقرب.
قال ابن عبد البر: وحدث عنه سعيد بن المسيب، وعطاء بن أبي رباح، ولم يسمعا منه.
قال ابن أبي حاتم: حديثه أي (سعيد بن المسيب) عن عتاب بن أسيد مرسل لم يدركه، لأنه توفي سنة ثلاث عشرة، ومولد سعيد على المشهور منه خمس عشرة، وقيل بعد ذلك.

## أهم ملامح شخصيته
شدته على المنافقين ورحمته بالمؤمنين وقد اشتهر عن عدد من أصحاب رسول الله محمد باجتماع الأمانة والقوة فيهم ومن هؤلاء عتاب بن أسيد الأموي الذي ورد فيه من حديث أنس أن النبي محمد استعمل عتاب بن أسيد على مكة، وكان شديدا على المريب، ليّنا على المؤمنين، وكان يقول: والله لا أعلم متخلفا عن هذه الصلاة في جماعة إلا ضربت عنقه؛ فإنه لا يتخلف عنها إلا منافق، فقال أهل مكة: يا رسول الله، استعملت على أهل الله أعرابيا جافياً، فقال: إني رأيت فيما يرى النائم أنه أتى باب الجنة، فأخذ بحلقة الباب فقعقها حتى فتح له ودخل.

## بعض المواقف من حياته مع الرسول
يقول ابن جريج عن عطاء أن رسول الله محمد قال لما قرب من مكة: "أربعة أربأ بهم عن الشرك عتاب بن أسيد وجبير بن مطعم وحكيم بن حزام وسهيل بن عمرو.
وعن ابن أبي مليكة يقول: إن الرسول محمد قال: لقد رأيت أسيداً في الجنة وأنى يدخل أسيد الجنة فعرض له عتاب بن أسيد فقال: هذا الذي رأيت أدعوه لي فدعا فاستعمله يومئذ على مكة ثم قال لعتاب: أتدري على من استعملتك؟ استعملتك على أهل الله فاستوص بهم خيراً يقولها ثلاثاً. وقال ابن اسحاق خرج رسول الله من الجعرانة معتمرا وأمر ببقايا الفيئ فحبس بمجنة بناحية مر الظهران فلما فرغ رسول الله من عمرته انصرف راجعا إلى المدينة واستخلف عتاب بن اسيد على مكة وخل معه معاذ بن جبل يفقه الناس في الدين ويعلمهم القرآن واتبع رسول الله ببقايا الفئ ورزق عتاب بن أسيد والي مكة.
روى ابن قانع بسنده عن عتاب بن أسيد أن رسول الله صلى الله عليه وسلم بعثه إلى مكة ، فقال: «انههم عن بيع ما لم يقبضوا ، وعن ربح ما لم يضمنوا ، وعن شرطين في بيع وسلف».
وقال مصعب الزبيري: قالوا: (خطب) (6) علي رضى الله عنه جويرية بنت أبي جهل فشق ذلك على فاطمة فأرسل إليها عتاب: أنا أريحك منها، فتزوجها، فولدت له عبد الرَّحمن بن عتاب. وروى حماد بن سلمة، عن الكلبي: {وَاجْعَلْ لِي مِنْ لَدُنْكَ سُلْطَانًا نَصِيرًا} ، قال: ‌عتاب ‌بن (‌أسيد).

## مواقف من حياته مع الصحابة
قال ابن هشام: بلغني عن زيد بن أسلم أنه قال لما استعمل النبي محمد عتاب بن أسيد على مكة رزقه كل يوم درهم، فقام فخطب الناس فقال أيها الناس أجاع الله كبد من جاع على درهم، فقد رزقني رسول الله درهما كل يوم فليست. بي حاجة إلى أحد.
ومات رسول الله وعلى مكة وعملها عتاب بن أسيد ، فلما بلغهم ذلك ضج أهل المسجد، فبلغ عتاباً فخرج حتى دخل شعباً من شعاب مكة، وسمع أهل مكة الضجيج فتوافى رجالهم إلى المسجد، فقال سهيل: أين عتاب؟ وجعل يستدل عليه حتى أتى عليه في الشعب، فقال: ما لك؟ قال: مات رسول الله، قال: قم في الناس فتكلم، قال: لا أطيق مع موت رسول الله الكلام، قال: فاخرج معي فأنا أكفيكه، فخرجا حتى أتيا المسجد الحرام، فقام سهيل خطيباً، فحمد الله وأثنى عليه وخطب بمثل خطبة أبي بكر، لم يخرم عنها شيئاً.

## مما روى عن المصطفى
يروي عن ابن شهاب عن سعيد بن المسيب عن عتاب بن أسيد أن النبي كان يبعث على الناس من يخرص عليهم كرومهم وثمارهم وبهذا الإسناد
أن النبي قال في زكاة الكروم إنها تخرص كما يخرص النخل ثم تؤدى زكاته زبيباً كما تؤدى زكاة النخل تمراً.

## وفاته
مات بِمَكَّة سنة ثلاث عشرة، ويقال: مات يوم مات أبو بَكر الصِّدِّيق، رضي الله عنه.
وقال الواقدي أنه مات يوم مات أبو بكر الصديق قال ماتا في يوم واحد وكذلك يقول ولد عتاب وقال محمد بن سلام وغيره جاء نعي أبي بكر مكة يوم دفن عتاب بن أسيد بها انتهى.
قال النووي: قال الواقدي وآخرون منهم أولاد عتاب: إنه توفي في اليوم الذي توفي فيه أبو بكر الصديق، رضي الله عنه. وقال آخرون: جاء نعي أبي بكر إلى مكة يوم دفن عتاب، وتوفي أبو بكر يوم الاثنين لثمان، وقيل: لثلاث بقين من جمادي الأولى سنة ثلاث عشرة من الهجرة، وكان عتاب خيرًا، صالحًا، فاضلاً.
قال ابن منقذ: وتوفي عِكرمة بن أبي جهل سنة ثلاث عشرة وكذلك ‌عتّاب ‌بن ‌أسِيد.